# Sandnes Ulf 2017
Questa voce raccoglie le informazioni riguardanti il Sandnes Ulf nelle competizioni ufficiali della stagione 2017.

## Stagione
A seguito del 4º posto finale della precedente stagione e della mancata promozione nelle qualificazioni all'Eliteserien, il Sandnes Ulf avrebbe affrontato il campionato di 1. divisjon 2017, oltre al Norgesmesterskapet. Il 20 dicembre è stato compilato il calendario del nuovo campionato, che alla 1ª giornata avrebbe visto la squadra ospitare l'Elverum, nel weekend dell'1-2 aprile 2016.
Il 7 aprile è stato sorteggiato il primo turno del Norgesmesterskapet 2017: il Sandnes Ulf avrebbe fatto visita al Lura. Superato questo ostacolo, il Sandnes Ulf è stato eliminato dalla competizione a causa della sconfitta patita contro il Nest-Sotra al secondo turno.
Il 15 giugno, Tomi Markovski ha lasciato l'incarico di assistente allenatore per un ruolo dirigenziale all'interno del club. Bojan Zajić ne avrebbe preso il posto nelle settimane successive, dopo la sosta estiva, abbandonando così l'attività agonistica.
La squadra ha chiuso la stagione al 5º posto, centrando così una posizione utile a partecipare alle qualificazioni all'Eliteserien. Al primo turno delle stesse, ha perso per 1-0 sul campo del Ranheim, restando così in 1. divisjon.

## Maglie e sponsor
Lo sponsor tecnico per la stagione 2017 è stato Hummel, mentre lo sponsor ufficiale è stato Øster Hus. La prima divisa era composta da una maglietta celeste con inserti bianchi, pantaloncini bianchi e calzettoni celesti. Quella da trasferta era totalmente grigia.
| Casa | Trasferta |

## Rosa
| N. |                      | Ruolo | Calciatore            |
| -- | -------------------- | ----- | --------------------- |
| 1  | Finlandia (bandiera) | P     | Saku-Pekka Sahlgren   |
| 3  | Norvegia (bandiera)  | D     | Viljar Vevatne        |
| 4  | Norvegia (bandiera)  | D     | Axel Kryger           |
| 6  | Norvegia (bandiera)  | C     | Tomas Kristoffersen   |
| 7  | Norvegia (bandiera)  | C     | Vidar Nisja           |
| 8  | Norvegia (bandiera)  | C     | Remi Johansen         |
| 9  | Norvegia (bandiera)  | A     | Oddbjørn Skartun      |
| 10 | Norvegia (bandiera)  | C     | Roy Miljeteig         |
| 12 | Norvegia (bandiera)  | P     | Egil Selvik           |
| 13 | Norvegia (bandiera)  | D     | Jørgen Olsen Øveraas  |
| 14 | Danimarca (bandiera) | D     | Nicolai Geertsen      |
| 17 | Norvegia (bandiera)  | A     | Roger Ekeland         |
| 17 | Norvegia (bandiera)  | C     | Eirik Larsson         |
| 18 | Norvegia (bandiera)  | A     | Jon Petter Stangeland |

| N. |                                 | Ruolo | Calciatore          |
| -- | ------------------------------- | ----- | ------------------- |
| 19 | Danimarca (bandiera)            | D     | Mads Nielsen        |
| 20 | Norvegia (bandiera)             | C     | Andreas Dybevik     |
| 21 | Norvegia (bandiera)             | A     | Kjell Rune Sellin   |
| 22 | Bosnia ed Erzegovina (bandiera) | D     | Jasmin Bogdanović   |
| 24 | Norvegia (bandiera)             | D     | Kristian Brix       |
| 26 | Norvegia (bandiera)             | D     | Kenneth Sola        |
| 27 | Norvegia (bandiera)             | C     | Vegard Aasen        |
| 30 | Norvegia (bandiera)             | A     | Kent Håvard Eriksen |
| 33 | Norvegia (bandiera)             | P     | Jonas Høidahl       |
| 35 | Norvegia (bandiera)             | P     | Anders Bauge        |
| 36 | Norvegia (bandiera)             | D     | Jonas Tveit         |
| 36 | Serbia (bandiera)               | C     | Bojan Zajić         |
| 37 | Norvegia (bandiera)             | D     | Mikal Jacobsen      |
| 39 | Norvegia (bandiera)             | A     | Vetle Hellestø      |

## Calciomercato

### Sessione invernale(dal 01/01 al 31/03)
| Arrivi | Arrivi              | Arrivi     | Arrivi     |
| R.     | Nome                | da         | Modalità   |
| ------ | ------------------- | ---------- | ---------- |
| P      | Jonas Høidahl       |            | svincolato |
| C      | Remi Johansen       | Brann      | definitivo |
| C      | Tomas Kristoffersen | Tromsdalen | definitivo |
| C      | Roy Miljeteig       |            | svincolato |
| A      | Kjell Rune Sellin   |            | svincolato |
| A      | Oddbjørn Skartun    |            | svincolato |

| Partenze | Partenze        | Partenze        | Partenze   |
| R.       | Nome            | a               | Modalità   |
| -------- | --------------- | --------------- | ---------- |
| C        | Henrik Breimyr  |                 | svincolato |
| C        | Anel Raskaj     |                 | svincolato |
| C        | Niklas Sandberg | Ullensaker/Kisa | definitivo |
| C        | Eirik Schulze   |                 | svincolato |
| A        | Pontus Engblom  |                 | svincolato |

### Tra le due sessioni
| Arrivi | Arrivi | Arrivi | Arrivi   |
| R.     | Nome   | da     | Modalità |
| ------ | ------ | ------ | -------- |

| Partenze | Partenze      | Partenze | Partenze   |
| R.       | Nome          | a        | Modalità   |
| -------- | ------------- | -------- | ---------- |
| C        | Eirik Larsson |          | svincolato |
| C        | Bojan Zajić   |          | ritiro     |

### Sessione estiva(dal 20/07 al 16/08)
| Arrivi | Arrivi            | Arrivi      | Arrivi     |
| R.     | Nome              | da          | Modalità   |
| ------ | ----------------- | ----------- | ---------- |
| D      | Jasmin Bogdanović |             | svincolato |
| D      | Kristian Brix     | Fredrikstad | definitivo |
| A      | Roger Ekeland     | Stord       | definitivo |

| Partenze | Partenze        | Partenze | Partenze |
| R.       | Nome            | a        | Modalità |
| -------- | --------------- | -------- | -------- |
| C        | Andreas Dybevik | Bryne    | prestito |

## Risultati

### 1. divisjon

#### Girone di andata
| Arbitro: | Borgersen (Oslo) |

|                        |           |  |
| Eriksen 12’ Sellin 34’ | Marcatori |  |

| Arbitro: | Tennøy (Bergen) |

|  |           |            |
|  | Marcatori | 38’ Sellin |

| Sandnes 17 aprile 2017, ore 15:00 3ª giornata | Sandnes Ulf    | 0 – 0 referto | Fredrikstad | Sandnes Stadion (1.695 spett.)\| Arbitro: \| Hauge (Bergen) \| |
| Arbitro:                                      | Hauge (Bergen) |               |             |                                                                |

| Arbitro: | Moen (Oslo) |

|                                              |           |  |
| Hammersland 15’ Herrem 27’, 66’ Hestetun 83’ | Marcatori |  |

| Arbitro: | Følstad Skarsem (Trondheim) |

|                        |           |  |
| Sellin 41’ (rig.), 55’ | Marcatori |  |

| Arbitro: | Jonsson Trædal (Oslo) |

|                       |           |                                    |
| Castro 53’ Holter 90’ | Marcatori | 12’ Sellin 47’ Eriksen 90’ Nielsen |

| Arbitro: | Tennøy (Bergen) |

|                                          |           |  |
| Sellin 25’ Kristoffersen 73’ Eriksen 90’ | Marcatori |  |

| Arbitro: | Hauge (Bergen) |

|                         |           |             |
| Vorthoren 30’ Antwi 90’ | Marcatori | 45’ Skartun |

| Arbitro: | Smehus Kringstad (Oslo) |

|                        |           |                               |
| Boye 6’ Pellegrino 43’ | Marcatori | 50’ Skartun 53’ Kristoffersen |

| Sandnes 28 maggio 2017, ore 18:00 10ª giornata | Sandnes Ulf | 0 – 0 referto | Ullensaker/Kisa | Sandnes Stadion (1.377 spett.)\| Arbitro: \| Aslam \| |
| Arbitro:                                       | Aslam       |               |                 |                                                       |

| Arbitro: | Hansen (Oslo) |

|                                |           |             |
| Hove 17’, 24’ Gjermundstad 55’ | Marcatori | 73’ Eriksen |

| Sandnes 11 giugno 2017, ore 18:00 12ª giornata           | Sandnes Ulf | 2 – 0 referto | Ranheim | Sandnes Stadion (1.480 spett.) |
| \| \| \| \| \| Sellin 36’ Eriksen 78’ \| Marcatori \| \| |             |               |         |                                |
|                                                          |             |               |         |                                |
| Sellin 36’ Eriksen 78’                                   | Marcatori   |               |         |                                |

| Arbitro: | Følstad Skarsem (Trondheim) |

|                    |           |                                   |
| Achrifi 64’ (rig.) | Marcatori | 8’ Kristoffersen 45’, 90’ Eriksen |

| Arbitro: | Hansen Grøtta |

|  |           |                               |
|  | Marcatori | 8’ Andersen 21’ Toft 90’ Lind |

| Arbitro: | Borgersen (Oslo) |

|                          |           |                                        |
| Ness 23’ Christensen 90’ | Marcatori | 32’ Sola 35’ Kristoffersen 60’ Eriksen |

#### Girone di ritorno
| Arbitro: | Følstad Skarsem (Trondheim) |

|           |           |  |
| Kryger 4’ | Marcatori |  |

| Arbitro: | Hauge (Bergen) |

|             |           |          |
| Eriksen 76’ | Marcatori | 10’ Aase |

| Arbitro: | Smehus Kringstad |

|                                |           |                              |
| Solberg 44’ Ødemarksbakken 52’ | Marcatori | 1’ Eriksen 77’ (rig.) Sellin |

| Arbitro: | Haugen (Rælingen) |

|                            |           |                                    |
| Eriksen 5’, 28’ Sellin 44’ | Marcatori | 49’, 90’ Herrem 90’ (aut.) Nielsen |

| Arbitro: | Hauge (Bergen) |

|                |           |                          |
| Andreassen 35’ | Marcatori | 45’ Kryger 55’ Miljeteig |

| Arbitro: | Hansen (Oslo) |

|                              |           |  |
| Eriksen 29’, 76’ Skartun 88’ | Marcatori |  |

| Bodø 6 settembre 2017, ore 19:00 22ª giornata | Bodø/Glimt | 0 – 0 referto | Sandnes Ulf | Aspmyra Stadion (2.893 spett.) |

| Arbitro: | Aslam |

|                      |           |                               |
| Nisja 51’ Sellin 63’ | Marcatori | 19’ Osvold 59’ (aut.) Nielsen |

| Arbitro: | Gjermshus (Oslo) |

|                        |           |  |
| Akintola 54’ Danso 82’ | Marcatori |  |

| Arbitro: | Borgersen (Oslo) |

|                  |           |  |
| Eriksen 36’, 89’ | Marcatori |  |

| Arbitro: | Rafiq (Oslo) |

|  |           |             |
|  | Marcatori | 90’ Skartun |

| Arbitro: | Hauge (Bergen) |

|                       |           |               |
| Nisja 23’ Vevatne 90’ | Marcatori | 61’, 66’ Ness |

| Arbitro: | Smehus Kringstad (Oslo) |

|  |           |            |
|  | Marcatori | 78’ Kryger |

| Arbitro: | Hansen Grøtta |

|  |           |                           |
|  | Marcatori | 29’, 74’ Güven 57’ Castro |

| Arbitro: | Hansen (Oslo) |

|                                 |           |  |
| Akinyemi 33’ Flo 36’ Veteli 82’ | Marcatori |  |

### Qualificazioni all'Eliteserien
| Arbitro: | Kjensli (Oslo) |

|             |           |  |
| Lillebo 77’ | Marcatori |  |

### Norgesmesterskapet
| 26 aprile 2017, ore 18:00 Primo turno                                                               | Lura      | 1 – 4 (d.t.s.) referto                                 | Sandnes Ulf |  |
| \| \| \| \| \| Bjørnå 25’ \| Marcatori \| 85’ Kristoffersen 96’ Geertsen 107’ Nisja 109’ Eriksen \| |           |                                                        |             |  |
| |           |                                                        |             |  |
| Bjørnå 25’                                                                                          | Marcatori | 85’ Kristoffersen 96’ Geertsen 107’ Nisja 109’ Eriksen |             |  |

| Ågotnes 24 maggio 2017, ore 18:00 Secondo turno       | Nest-Sotra | 2 – 0 referto | Sandnes Ulf | Ågotnes Stadion (262 spett.) |
| \| \| \| \| \| Dang 14’ Furdal 90’ \| Marcatori \| \| |            |               |             |                              |
|                                                       |            |               |             |                              |
| Dang 14’ Furdal 90’                                   | Marcatori  |               |             |                              |

## Statistiche

### Statistiche di squadra
| Competizione          | Punti | In casa | In casa | In casa | In casa | In casa | In casa | In trasferta | In trasferta | In trasferta | In trasferta | In trasferta | In trasferta | Totale | Totale | Totale | Totale | Totale | Totale | DR |
| Competizione          | Punti | G       | V       | N       | P       | Gf      | Gs      | G            | V            | N            | P            | Gf           | Gs           | G      | V      | N      | P      | Gf     | Gs     | DR |
| --------------------- | ----- | ------- | ------- | ------- | ------- | ------- | ------- | ------------ | ------------ | ------------ | ------------ | ------------ | ------------ | ------ | ------ | ------ | ------ | ------ | ------ | -- |
| 1. divisjon           | 51    | 15      | 7       | 6       | 2       | 23      | 14      | 15           | 7            | 3            | 5            | 21           | 25           | 30     | 14     | 9      | 7      | 44     | 39     | +5 |
| Norgesmesterskapet    | -     | 0       | 0       | 0       | 0       | 0       | 0       | 2            | 1            | 0            | 1            | 4            | 3            | 2      | 1      | 0      | 1      | 4      | 3      | +1 |
| Qual. all'Eliteserien | -     | 0       | 0       | 0       | 0       | 0       | 0       | 1            | 0            | 0            | 1            | 0            | 1            | 1      | 0      | 0      | 1      | 0      | 1      | -1 |
| Totale                | -     | 15      | 7       | 6       | 2       | 23      | 14      | 18           | 8            | 3            | 7            | 25           | 29           | 33     | 15     | 9      | 9      | 48     | 43     | +5 |

### Andamento in campionato
| Giornata  | 1 | 2 | 3 | 4 | 5 | 6 | 7 | 8 | 9 | 10 | 11 | 12 | 13 | 14 | 15 | 16 | 17 | 18 | 19 | 20 | 21 | 22 | 23 | 24 | 25 | 26 | 27 | 28 | 29 | 30 |
| --------- | - | - | - | - | - | - | - | - | - | -- | -- | -- | -- | -- | -- | -- | -- | -- | -- | -- | -- | -- | -- | -- | -- | -- | -- | -- | -- | -- |
| Luogo     | C | T | C | T | C | T | C | T | T | C  | T  | C  | T  | C  | T  | C  | C  | T  | C  | T  | C  | T  | C  | T  | C  | T  | C  | T  | C  | T  |
| Risultato | V | V | N | P | V | V | V | P | N | N  | P  | V  | V  | P  | V  | V  | N  | N  | N  | V  | V  | N  | N  | P  | V  | V  | N  | V  | P  | P  |
| Posizione | 1 | 1 | 6 | 6 | 6 | 5 | 4 | 4 | 4 | 4  | 4  | 4  | 3  | 4  | 4  | 3  | 4  | 4  | 4  | 3  | 3  | 4  | 3  | 4  | 3  | 3  | 3  | 3  | 3  | 5  |

Fonte:  OBOS-ligaen 2017, su altomfotball.no, Altomfotball.
Legenda:

Luogo: C = Casa; T = Trasferta. Risultato: V = Vittoria; N = Pareggio; P = Sconfitta.

### Statistiche dei giocatori
| Giocatore        | 1. divisjon | 1. divisjon | 1. divisjon | 1. divisjon | Norgesmesterskapet | Norgesmesterskapet | Norgesmesterskapet | Norgesmesterskapet | Coppe europee | Coppe europee | Coppe europee | Coppe europee | Qual. all'Eliteserien | Qual. all'Eliteserien | Qual. all'Eliteserien | Qual. all'Eliteserien | Totale   | Totale | Totale      | Totale     |
| Giocatore        | Presenze    | Reti        | Ammonizioni | Espulsioni  | Presenze           | Reti               | Ammonizioni        | Espulsioni         | Presenze      | Reti          | Ammonizioni   | Espulsioni    | Presenze              | Reti                  | Ammonizioni           | Espulsioni            | Presenze | Reti   | Ammonizioni | Espulsioni |
| ---------------- | ----------- | ----------- | ----------- | ----------- | ------------------ | ------------------ | ------------------ | ------------------ | ------------- | ------------- | ------------- | ------------- | --------------------- | --------------------- | --------------------- | --------------------- | -------- | ------ | ----------- | ---------- |
| V. Aasen         | 3           | 0           | 0           | 0           | 0                  | 0                  | 0                  | 0                  |               |               |               |               | 0                     | 0                     | 0                     | 0                     | 3        | 0      | 0           | 0          |
| A. Bauge         | 0           | -0          | 0           | 0           | 0                  | -0                 | 0                  | 0                  |               |               |               |               | 0                     | -0                    | 0                     | 0                     | 0        | 0      | 0           | 0          |
| J. Bogdanović    | 7           | 0           | 2           | 0           | -                  | -                  | -                  | -                  |               |               |               |               | 0                     | 0                     | 0                     | 0                     | 7        | 0      | 2           | 0          |
| K. Brix          | 14          | 0           | 2           | 0           | -                  | -                  | -                  | -                  |               |               |               |               | 1                     | 0                     | 0                     | 0                     | 15       | 0      | 2           | 0          |
| A. Dybevik       | 5           | 0           | 1           | 0           | 1                  | 0                  | 0                  | 0                  |               |               |               |               | -                     | -                     | -                     | -                     | 6        | 0      | 1           | 0          |
| R. Ekeland       | 5           | 0           | 1           | 0           | -                  | -                  | -                  | -                  |               |               |               |               | 1                     | 0                     | 0                     | 0                     | 6        | 0      | 1           | 0          |
| K. Eriksen       | 30          | 15          | 1           | 0           | 2                  | 1                  | 0                  | 0                  |               |               |               |               | 1                     | 0                     | 0                     | 0                     | 33       | 16     | 1           | 0          |
| N. Geertsen      | 28          | 0           | 4           | 0           | 2                  | 1                  | 0                  | 0                  |               |               |               |               | 1                     | 0                     | 0                     | 0                     | 31       | 1      | 4           | 0          |
| V. Hellestø      | 0           | 0           | 0           | 0           | 0                  | 0                  | 0                  | 0                  |               |               |               |               | 0                     | 0                     | 0                     | 0                     | 0        | 0      | 0           | 0          |
| J. Høidahl       | 0           | -0          | 0           | 0           | 0                  | -0                 | 0                  | 0                  |               |               |               |               | 0                     | -0                    | 0                     | 0                     | 0        | 0      | 0           | 0          |
| M. Jacobsen      | 0           | 0           | 0           | 0           | 0                  | 0                  | 0                  | 0                  |               |               |               |               | 0                     | 0                     | 0                     | 0                     | 0        | 0      | 0           | 0          |
| R. Johansen      | 17          | 0           | 0           | 0           | 1                  | 0                  | 0                  | 0                  |               |               |               |               | 1                     | 0                     | 0                     | 0                     | 19       | 0      | 0           | 0          |
| T. Kristoffersen | 27          | 4           | 7           | 0           | 2                  | 1                  | 1                  | 0                  |               |               |               |               | 1                     | 0                     | 0                     | 0                     | 30       | 5      | 8           | 0          |
| A. Kryger        | 23          | 3           | 6           | 0           | 2                  | 0                  | 0                  | 0                  |               |               |               |               | 1                     | 0                     | 0                     | 0                     | 26       | 3      | 6           | 0          |
| E. Larsson       | 0           | 0           | 0           | 0           | 0                  | 0                  | 0                  | 0                  |               |               |               |               | -                     | -                     | -                     | -                     | 0        | 0      | 0           | 0          |
| R. Miljeteig     | 26          | 1           | 2           | 0           | 2                  | 0                  | 0                  | 0                  |               |               |               |               | 1                     | 0                     | 0                     | 0                     | 29       | 1      | 2           | 0          |
| M. Nielsen       | 29          | 1           | 3           | 0           | 2                  | 0                  | 1                  | 0                  |               |               |               |               | 1                     | 0                     | 0                     | 0                     | 32       | 1      | 4           | 0          |
| V. Nisja         | 27          | 3           | 3           | 0           | 2                  | 1                  | 0                  | 0                  |               |               |               |               | 0                     | 0                     | 0                     | 0                     | 29       | 4      | 3           | 0          |
| J. Olsen Øveraas | 8           | 0           | 1           | 0           | 1                  | 0                  | 0                  | 0                  |               |               |               |               | 0                     | 0                     | 0                     | 0                     | 9        | 0      | 1           | 0          |
| S. Sahlgren      | 28          | -33         | 0           | 0           | 2                  | -3                 | 0                  | 0                  |               |               |               |               | 1                     | -1                    | 0                     | 0                     | 31       | -37    | 0           | 0          |
| K. Sellin        | 29          | 11          | 4           | 0           | 2                  | 0                  | 0                  | 0                  |               |               |               |               | 1                     | 0                     | 1                     | 0                     | 32       | 11     | 5           | 0          |
| E. Selvik        | 3           | -6          | 0           | 0           | 0                  | -0                 | 0                  | 0                  |               |               |               |               | 0                     | -0                    | 0                     | 0                     | 3        | -6     | 0           | 0          |
| O. Skartun       | 29          | 4           | 1           | 0           | 2                  | 0                  | 0                  | 0                  |               |               |               |               | 0                     | 0                     | 0                     | 0                     | 31       | 4      | 1           | 0          |
| K. Sola          | 27          | 1           | 3           | 0           | 1                  | 0                  | 0                  | 0                  |               |               |               |               | 1                     | 0                     | 0                     | 0                     | 29       | 1      | 3           | 0          |
| J. Stangeland    | 0           | 0           | 0           | 0           | 0                  | 0                  | 0                  | 0                  |               |               |               |               | 0                     | 0                     | 0                     | 0                     | 0        | 0      | 0           | 0          |
| J. Tveit         | 0           | 0           | 0           | 0           | 0                  | 0                  | 0                  | 0                  |               |               |               |               | 0                     | 0                     | 0                     | 0                     | 0        | 0      | 0           | 0          |
| V. Vevatne       | 29          | 1           | 4           | 0           | 2                  | 0                  | 0                  | 0                  |               |               |               |               | 1                     | 0                     | 1                     | 0                     | 32       | 1      | 5           | 0          |
| B. Zajić         | 12          | 0           | 1           | 0           | 2                  | 0                  | 0                  | 0                  |               |               |               |               | -                     | -                     | -                     | -                     | 14       | 0      | 1           | 0          |